# 池谷亨
池谷 亨（いけがや とおる、1967年10月19日 - ）は、テレビ東京チーフコメンテーター。

## 人物・略歴
- 静岡県沼津市出身。静岡県立沼津東高等学校、慶應義塾大学理工学部卒業。血液型はA型。身長177cm。
- 1990年、テレビ東京にアナウンサーとして入社。同期に梅津智史、柿崎元子、横井ひろみがいる。当初は主にスポーツ番組とバラエティ番組を担当した。
- 2001年に、報道局マーケット情報部（現・ニュースセンター）に異動。以後は一貫して報道番組を担当しており、経済の専門知識を分かりやすく解説する役回りを担っている。
- 2014年3月より、大江麻理子の後任としてニューヨーク支局へ赴任する[1]。
- 2014年9月1日から5日にかけて、佐々木明子が夏休みのため、東京のスタジオから代理で『ニュースモーニングサテライト』のメインキャスターを担当。
- 2017年3月でニューヨーク支局への赴任期間を満了することから、日本に帰国、報道局経済解説委員に就任。（ニューヨーク支局の後任は森田京之介）
- 独身である。
- マツコ・デラックスとは10年以上の知人で、『無理矢理、マツコ。』ではテレビ東京の解説委員としては異例のバラエティ番組出演を果たす。

## 出演番組
報道・情報・経済関連番組
| 期間         | 期間          | 番組名                                 | 役職                                             |
| ------------ | ------------- | -------------------------------------- | ------------------------------------------------ |
| 1990年代前半 | 1990年代前半  | スポーツTODAY                          | キャスター                                       |
| 1995年10月   | 1996年9月     | NEWSモーニングJAM                      | メインキャスター                                 |
| 1996年10月   | 1997年9月     | IT'sアクセス                           | レギュラー出演                                   |
| 1997年10月   | 1998年9月     | 10時奥さまプラーザ                     | リポーター                                       |
| 1998年10月   | 2000年3月     | 素敵にワイド!ほっと10                  | リポーター                                       |
| 2000年10月   | 2003年3月     | Opening Bell                           | 交代制での東証アローズ中継担当                   |
| 2003年4月    | 2008年9月     | Opening Bell                           | 総合司会                                         |
| 2004年4月    | 2006年9月     | 朝は楽しく!スマイルサプリメント        | 『やりくり経済研究所』コーナー担当               |
| 2008年10月   | 2009年3月     | ニュースモーニングサテライト           | 東京でのサブキャスター                           |
| 2009年4月    | 2014年2月14日 | ニュースモーニングサテライト           | 東京でのメインキャスター                         |
| 2014年4月    | 2017年3月     | ニュースモーニングサテライト           | ニューヨーク支局キャスター                       |
| 2017年9月    | 2020年3月     | ゆうがたサテライト                     | メインキャスター                                 |
| 2020年4月    | 現在          | モーサテサタデー!（YouTubeテレ東MEWS） | レギュラー出演                                   |
| 2020年10月   | 現在          | チャートな夜（YouTubeテレ東NEWS）      | レギュラー出演                                   |
| 2021年4月    | 現在          | マネーのまなび（BSテレ東）             | レギュラー出演                                   |
| 2023年4月    | 2023年6月     | ニュースモーニングサテライト           | 月曜日解説キャスター                             |
| 2023年7月    | 2025年3月     | ニュースモーニングサテライト           | 火・水曜日解説キャスター                         |
| 2025年4月    | 現在          | ニュースモーニングサテライト           | 火曜日解説キャスターおよび水曜日メインキャスター |

バラエティ番組・その他
- BiKiNi
- 銀BURA天国
- RAVE 2001
- 円卓コンフィデンシャル～他社との遭遇
- LIFE IS MONEY〜世の中お金で見てみよう〜

特別番組
- 無理矢理マツコ。テレ東に無理矢理やらされちゃったのよ〜 - 2018年6月11日放送
- マツコ＆亨のビューティー言いたい放題 - 2018年12月29日放送